# Fire Garden
Fire Garden címmel jelent meg Steve Vai negyedik szólóalbuma 1996. szeptember 17-én az Epic gondozásában.
Zeneileg egy kísérletezős anyag született, melyet Vai két részre osztott. Az első rész az első 9 dalt foglalja magába. Ez a rész a There's a Fire in the House dallal kezdődik és a négyrészes Fire Garden Suite dallal ér véget. Az első részben mindegyik dal instrumentális kivéve a negyedik Whookam címűt, melyben Devin Townsend hangja hallható. Devin énekelt Vai 1993-as Sex and Religion albumán is. Az első részt záró Fire Garden Suite-ban is hallható némi ének, a szám végén.
A második részt a maradék dalok alkotják, melyek mindegyikében Steve énekel, kivéve a záró instrumentális Warm Regards címűt.
A 78 perces anyag eredetileg dupla CD formátumban jelent volna meg, de ez idő tájt jelentek meg az olyan CD-k, melyekre a korábbi 74 perc helyett 80 percnyi muzsika is ráfért, így az album szimpla formátumban jelent meg.
A Dyin' Day dalnak társszerzője volt Ozzy Osbourne is, mivel Steve Vai ekkor Ozzy zenekarával dolgozott egy jövőbeni albumon. Az együttműködésből (a Dyin' Day dalon kívül) végül csak a My Little Man című szerzeményre futotta, mely Osbourne Ozzmosis albumán jelent meg.

## Számlista
A dalokat Steve Vai írta kivéve ahol jelölve van.

### Első rész
1. "There's a Fire in the House" – 5:26
2. "The Crying Machine" – 4:51
3. "Dyin' Day" (Vai, Ozzy Osbourne) – 4:29
4. "Whookam" – 0:37
5. "Blowfish" – 4:03
6. "The Mysterious Murder of Christian Tiera's Lover" – 1:01
7. "Hand on Heart" – 5:27
8. "Bangkok" (Björn Ulvaeus, Tim Rice) – 2:47
9. "Fire Garden Suite" – 9:56
"Bull Whip"
"Pusa Road"
"Angel Food"
"Taurus Bulba"

### Második rész
1. "Deepness" – 0:48
2. "Little Alligator" – 6:12
3. "All About Eve" – 4:28
4. "Aching Hunger" – 4:45
5. "Brother" – 5:04
6. "Damn You" – 4:31
7. "When I Was a Little Boy" – 1:20
8. "Genocide" – 4:10
9. "Warm Regards" – 4:06

### Közreműködők
- Steve Vai – gitár, ének, vokál
- Devin Townsend – ének
- Will Riley – billentyűs hangszerek

Basszusgitár: 
- John Avila
- Fabrizio Gossi
- Deen Castronovo
- Greg Bissonette
- Chris Frazier
- Mark Mangini
- Robin DiMaggio

Dob:
- C.C. White (+háttérvokál)
- Tracee Lewis
- Miroslava Mendoza Escriba
- Kimberly Evans
- John "Gash" Sombrotto
- Mark McCrite
- Jim Altman (+háttérvokál)
- John Sombrotto